# Kyšice
Kyšice – miasteczko pod Pilznem w południowych Czechach zamieszkiwane przez 819 mieszkańców. Pierwsze wzmianki o miejscowości pochodzą z 1336 roku.